# Aloe capmanambatoensis
Aloe capmanambatoensis ist eine Pflanzenart der Gattung der Aloen in der Unterfamilie der Affodillgewächse (Asphodeloideae). Das Artepitheton capmanambatoensis verweist auf das Vorkommen der Art am Cap Manambato auf Madagaskar.

## Beschreibung

### Vegetative Merkmale
Aloe capmanambatoensis wächst stammlos oder kurz stammbildend, sprosst und bildet Gruppen. Die etwa zehn lang spitz zulaufenden Laubblätter bilden dichte Rosetten. Die Rosetten sind 10 Zentimeter hoch und weisen einen Durchmesser von bis zu 40 Zentimeter auf. Die Blattspreite ist 20 bis 25 Zentimeter lang und 4 Zentimeter breit. Auf der dunkel rötlichgrünen Blattoberseite sind weißliche, längs angeordnete Flecken vorhanden. Auf der graugrünen Unterseite sind die Flecken weniger deutlich. Die breit dreieckigen Zähne am Blattrand sind klein und fließen oft zusammen.

### Blütenstände und Blüten
Der Blütenstand ist einfach oder besteht aus kurzen Zweigen. Er erreicht eine Länge von bis zu 1,2 Meter. Die lockeren, zylindrischen Trauben sind bis zu 40 Zentimeter lang und bestehen aus etwa 20 Blüten. Die schmal lanzettlich verschmälerten Brakteen weisen eine Länge von etwa 10 bis 15 Millimeter auf. Die zinnoberroten Blüten besitzen weiße Zipfel mit grünen Adern und stehen an bis zu 45 Millimeter langen Blütenstielen. Die Blüten sind 25 bis 40 Millimeter lang. Auf Höhe des Fruchtknotens weisen die Blüten einen Durchmesser von 7 Millimeter auf. Darüber sind sie nicht verengt. Ihre äußeren Perigonblätter sind auf einer Länge von 15 bis 30 Millimetern nicht miteinander verwachsen. Die Staubblätter und der Griffel ragen nicht aus der Blüte heraus.

## Systematik und Verbreitung
Aloe capmanambatoensis ist im Nordosten von Madagaskar auf Granit in Höhen von etwa 50 Metern verbreitet. Die Art ist nur vom Typusfundort bekannt.
Die Erstbeschreibung durch Werner Rauh und Raimond Gerold wurde im Jahr 2000 veröffentlicht.

## Nachweise